# 石黒建設
石黒建設株式会社（いしぐろけんせつ、英: ISHI-GROW CORPORATION）は、福井県福井市に本社を置く総合建設業の企業である。中部地方、関東地方、近畿地方を事業範囲としている。
企業理念は「存在意義」「経営姿勢」「行動規律」の構成、開拓者魂は「難局に際しては 先ず腹をくくり 全てを投げ出し 事に体当たりせよ」、モットーは「たゆまざる 歩み恐ろし カタツムリ」（彫刻家、北村西望の座右の銘）。

## 事業所
本社
- 福井県福井市西開発3-301-1

支社
- 富山県富山市大手町3－9（朝日大手町ビル）
- 石川県金沢市増泉5-3-15
- 東京都中央区八丁堀1-4-10
- 大阪府大阪市中央区船越町2-4-3

支店
- 富山県小矢部市芹川4046
- 福井県敦賀市栄新町6-15
- 愛知県名古屋市中村区椿町17-16（丸元ビル）

グループ（全額出資）
- 石黒工建株式会社（富山県小矢部市芹川4048）
- 石黒住建株式会社（福井県福井市西開発3-301-1）
- 石黒興産株式会社（福井県福井市西開発3-301-1）

## 沿革
1887年（明治20年）、石黒兵太郎が東京・横浜視察で煉瓦造洋風建築に注目し、1893年（明治26年）、石黒と他2名が石動町（現・小矢部市）の新産業興しのため、煉瓦事業を開始した（翌1984年（明治27年）の日清戦争にて半年間休業）。1895年（明治28年）には、石黒単独で煉瓦事業を存続し、『石黒商店』として創業した。
1925年（大正14年）に合名会社となり、石川県に進出して県外に初進出、1930年（昭和5年）には『石黒合名会社』に改称、1937年（昭和12年）には、煉瓦部門を分離し『石黒工業』（現・石黒煉瓦工業）を設立した。
1946年（昭和21年）、福井県に進出し、福井出張所を開設。セメント・陶器部門を分離し、中越産業（現・石黒産業）を設立した。1948年（昭和23年）、建設部門が福井市佐佳枝中町に本社を置く『石黒建設』、富山市に本社を置く『石黒土木興業』（現 前田建設）にそれぞれ分割された。
1961年（昭和36年）、県内地元業者で初のRC造の新本社屋が福井市志比口に移転竣工した。
1990年（平成2年）、新本社ビルが現在地に移転竣工。S造のインテリジェント機能を持つ社屋である。同時にCIも制定された。

## 社史
- 『カタツムリの歩み』 - 1993年（平成5年）発行[3]。
- 『カタツムリの歩み125』 - 2018年（平成30年）[3]。